# Carlópolis
Carlópolis là một đô thị thuộc bang Paraná, Brasil. Đô thị này có diện tích 447,857 km², dân số năm 2007 là 13566 người, mật độ 31,3 người/km².